# Jiří Charvát
Jiří Charvát (* 28. března 1984 Česká Lípa) je český stand-up komik, moderátor, spisovatel, copywriter a lektor. Je dvojnásobným vítězem Mistrovství České republiky ve slam poetry.

## Život
Jiří Charvát se narodil roku 1984 v České Lípě. Vystudoval žurnalistiku. Magisterský titul získal v roce 2010 na Fakultě sociálních věd Univerzity Karlovy obhájením diplomové práce Česky psané časopisy pro sluchově postižené do roku 1950.
Od roku 2012 pracoval pro internetový portál Seznam.cz, kde byl nejprve jediným copywriterem a následně zde vedl copywriterský tým.
V roce 2017 po mystické zkušenosti způsobené vaporizací sekretu ropuchy coloradské se vydal na volnou nohu jako performer a spisovatel.

## Pódia

### Slam poetry a Škola improvizace
Během studií v Olomouci se seznámil s žánrem slam poetry. V roce 2008 se pod pseudonymem Rimmer přihlásil na Mistrovství České republiky. Skončil čtvrtý. Coby finalista byl zván na exhibice, ale po několika nevydařených vystoupeních kvůli nervozitě se z jeviští na 6 let stáhl.
Se záměrem zbavit se trémy a plachosti v letech 2014 až 2017 absolvoval 6 semestrů ve Škole improvizace.
I zásluhou toho v roce 2015 Mistrovství České republiky ve slam poetry vyhrál. Peněžní odměnu 30 tisíc korun věnoval organizaci Lékaři bez hranic. V roce 2016 titul obhájil. V letech 2016 a 2017 reprezentoval Českou republiku na European Poetry Slam Champion Ship v Belgii.
V letech 2018 až 2020 působil ve Škole improvizace jako lektor.

### Stand-up comedy
Roku 2017 založil společně s Martinem Jirmanem uskupení Stand-up Factory. Dva roky nato natočila MALL.TV (dnes Fameplay.tv) stejnojmenný pořad.
Od roku 2018 vystupuje na televizní stanici Paramount Network (dříve Prima Comedy Central) v pořadu Comedy Club.
Od roku 2022 je zároveň členem uskupení Underground Comedy.

### Komediální přednášky
Od roku 2017 vystupuje na konferencích a firemních večírcích s žánrem pro něj specifickým: komediálními přednáškami na míru tématu konference nebo oboru firmy.

## Halucinogenní žába
26. září 2017, jak sám říká, „vykouřil halucinogenní žábu“, tj. vaporizoval zahřátý sušený sekret z kůže ropuchy coloradské (latinsky Incilius Alvarius, u nás známější pod svým starším taxonomicky nesprávným názvem Bufo Alvarius) obsahující nejsilnější přírodní psychedelikum 5-MeO-DMT. Následkem toho prožil mystickou zkušenost a rozpoznal iluzornost ega.
Od té doby se snaží i ostatním lidem pomoct zprostředkovat zážitek neduality a prohlédnout iluzi ‚já‘, která je podle něj hlavní příčinou klasického lidského psychického utrpení.
Od roku 2021 vede workshop Jak se stát nikým: Probuzení pro skeptiky.  V roce 2024 vyšla jeho stejnojmenná kniha.

## Nominace
Jeho blog Eskejp: Na útěku z kanceláře byl roku 2017 nominován na Magnesia blog roku. Skončil druhý a zájem, který nominace vyvolala, vedl k vydání jeho stejnojmenného knižního debutu.
V roce 2018 byl jeho web iwrite.cz (dnes jiricharvat.cz) nominován na cenu Křišťálová Lupa v kategorii One (Wo)man show. Skončil osmý.

### Próza
- Eskejp: Na útěku z kanceláře (2017)[22][23]

### Komiks
- Qejci: Existenciální sperma komiks (2017)[24]

### Poezie
- Zase je dneska (2019)[25]

### Populárně naučná
- Jak se stát nikým: Probuzení pro skeptiky (2024)